# 左思忠
左思忠（1492年—1536年），字長臣，號石皋，陕西西安府耀州人，民籍。

## 生平
治《詩經》，陕西鄉試第十六名舉人，年三十二歲中式嘉靖二年（1523年）癸未科會試第七十四名，第三甲六十五名進士。授山东莱阳县知县，平赋税、招流民、开荒田，多有惠政。迁南京户部主事，改北户部。官至吏部员外郎。卒年四十五。著有《石臯集》四巻。

## 家族
曾祖左春。祖父左進，封大理寺右寺副。父左經，按察司佥事。母宋氏，封安人。具庆下。弟左思敬，嘉靖四年乙酉舉人，官通判。